# Timothy Cheruiyot
Timothy Cheruiyot (* 20. November 1995 in Bomet) ist ein kenianischer Mittelstreckenläufer, der sich auf den 1500-Meter-Lauf spezialisiert hat. 2019 wurde er über diese Distanz Weltmeister und gewann 2021 eine Silbermedaille bei Olympischen Spielen.

## Sportliche Laufbahn
Erste Erfahrungen bei internationalen Meisterschaften sammelte Timothy Cheruiyot bei den World Relays 2015 auf den Bahamas, bei denen er mit der kenianischen Distanzstaffel in 9:17,20 min die Silbermedaille hinter der Mannschaft aus den Vereinigten Staaten gewann. Über 1500 Meter qualifizierte er sich für die Weltmeisterschaften in Peking, bei denen er im Finale in 3:36,05 min den siebten Platz belegte. Im Jahr darauf gewann er bei den Afrikameisterschaften in Durban die Silbermedaille hinter dem Marokkaner Fouad el-Kaam. 2017 nahm er erneut an den Weltmeisterschaften in London teil und gewann dort mit einer Zeit von 3:33,99 min im Finale die Silbermedaille hinter seinem Landsmann Elijah Motonei Manangoi. 2018 erfolgte die Teilnahme an den Commonwealth Games im australischen Gold Coast, bei denen er in 3:35,17 min erneut die Silbermedaille hinter Manangoi gewann. Im selben Jahr belegte er auch bei den Afrikameisterschaften in Asaba hinter Manangoi in 3:35,93 min den zweiten Rang. Zudem siegte er bei allen Meetings der Diamond League und sicherte sich damit die Gesamtwertung im Diamond Race. 2019 wurde er zum Auftakt der Diamond League in Doha in 3:32,47 min nur Zweiter, siegte dann aber in 3:35,79 min beim Bauhaus-Galan in Stockholm sowie in 3:28,77 min bei der Athletissima. Beim Prefontaine Classic siegte er in 3:50,49 min über die Meile und daraufhin siegte er in 3:29,97 min über 1500 Meter beim Herculis, ehe er mit dem Sieg in 3:30,22 min beim Memorial Van Damme sich erneut die Gesamtwertung über 1500 Meter sicherte. Anschließend wurde er auch bei den Weltmeisterschaften in Doha seiner Favoritenrolle gerecht und gewann in 3:29,26 min im Finale die Goldmedaille.
2020 siegte er in 3:28,45 min beim Herculis und siegte dann in 3:30,25 min auch beim Bauhaus-Galan sowie in 3:34,31 min bei der Premiere des Kip Keino Classic in Nairobi. Im Jahr darauf siegte er in 3:30,48 min zum Auftakt der Diamond League in Doha. Bei den internen Trials zur Qualifikation für die Olympischen Spiele belegte Cheruiyot, geplagt von Problemen mit der hinteren Oberschenkelmuskulatur, die ihn auch die weitere Saison plagten, nur den 4. Platz und verpasste somit die direkte Qualifikation für die Spiele in Tokio. Daraufhin siegte er in 3:32,30 min beim Bauhaus-Galan und verbesserte sich dann beim Herculis auf 3:28,28 min und steht damit auf Rang sieben der ewigen Weltbestenliste. Da der bei den keniaschen Trials Zweitplatzierte Kamar Etyang nicht die angeforderte Anzahl an Dopingkontrollen außerhalb von Wettkämpfen vorweisen konnte, war es für Cheruiyot möglich, doch an den Spielen teilzunehmen. Er erreichte dort erwartungsgemäß das Finale, in dem er sich aber in einem sehr schnellen Rennen seinem Dauerrivalen, dem Norweger Jakob Ingebrigtsen geschlagen geben musste. Während der Schlussfeier war er der Fahnenträger seiner Nation. Anschließend wurde er beim Prefontaine Classic in 3:51,17 min Dritter über die Meile und siegte dann in 3:31,37 min bei Weltklasse Zürich und sicherte sich damit ein weiteres Mal die Gesamtwertung über 1500 Meter.
2022 wurde er nach einigen Rennen in Kenia im Mai in 3:36,16 min Zweiter bei der Doha Diamond League und gelangte dann beim Prefontaine Classic mit 3:50,77 min auf Rang drei über die Meile. Im Juli belegte er bei den Weltmeisterschaften in Eugene mit 3:30,69 min im Finale den sechsten Platz und anschließend gewann er bei den Commonwealth Games in Birmingham in 3:30,21 min die Silbermedaille hinter dem Australier Oliver Hoare. Zum Saisonabschluss wurde er bei Weltklasse Zürich in 3:30,27 min Zweiter über 1500 Meter. Im Mai darauf siegte er in 3:31,47 min beim USATF Los Angeles Grand Prix und schied bei den Weltmeisterschaften in Budapest mit 3:37,40 min im Halbfinale aus. 2024 wurde er bei der Doha Diamond League in 3:32,67 min Zweiter, wie auch bei den Bislett Games in 3:29,77 min und beim Herculis in 3:28,71 min. Anschließend gelangte er bei den Olympischen Spielen in Paris mit 3:31,35 min im Finale auf den elften Platz.
In den Jahren 2017 und 2018 wurde Cheruiyot kenianischer Meister im 1500-Meter-Lauf sowie 2019 über 800 Meter.

## Persönliche Bestzeiten
- 800 Meter: 1:43,11 min, 22. August 2019 in Nairobi
- 1500 Meter: 3:28,28 min, 9. Juli 2021 in Monaco
- 1 Meile: 3:49,64 min, 27. Mai 2017 in Eugene
- 2000 Meter: 5:03,05 min, 11. Juni 2020 in Nairobi
- 3000 Meter: 7:36,72 min, 5. Mai 2023 in Doha